# Camponotus viehmeyeri
Camponotus viehmeyeri é uma espécie de inseto do gênero Camponotus, pertencente à família Formicidae.